# Moustafa Abdou
Moustafa Ahmed Ismail Abdou Ali Arfah (ar. مصطفى احمد سماعيل عبده علي عرفه; ur. 10 czerwca 1953 w Kairze) – egipski piłkarz grający na pozycji napastnika. W swojej karierze grał w reprezentacji Egiptu.

## Kariera klubowa
Całą swoją karierę piłkarską Abdou spędził w klubie Al-Ahly Kair, w którym zadebiutował w 1972 roku. Grał w nim do 1987 roku. Wraz z Al-Ahly dziesięciokrotnie został mistrzem Egiptu w sezonach 1974/1975, 1975/1976, 1976/1977, 1978/1979, 1979/1980, 1980/1981, 1981/1982, 1984/1985, 1985/1986 i 1986/1987 oraz zdobył pięć Pucharów Egiptu w sezonach 1977/1978, 1980/1981, 1982/1983, 1983/1984 i 1984/1985. W latach 1982 i 1987 wygrał Puchar Mistrzów, a w latach 1984, 1985 i 1986 Puchar Zdobywców Pucharów.

## Kariera reprezentacyjna
W reprezentacji Egiptu Abdou zadebiutował w 1974 roku. W 1974 roku zajął z Egiptem 3. miejsce w Pucharze Narodów Afryki 1974, w 1976 w Pucharze Narodów Afryki 1976 - 4. miejsce, a w 1980 roku  w Pucharze Narodów Afryki 1980 - 4. miejsce. W 1984 roku wziął udział w Igrzyskach Olimpijskich w Los Angeles.
W 1986 roku został powołany do kadry na Puchar Narodów Afryki 1986. Z Egiptem wywalczył mistrzostwo Afryki. Na tym turnieju zagrał w czterech meczach: grupowych z Wybrzeżem Kości Słoniowej (2:0) i Mozambikiem (2:0), półfinałowym z Marokiem (1:0) i finałowym z Kamerunem (0:0, k. 5:4). Został wybrany do Najlepszej Jedenastki tego turnieju. W kadrze narodowej grał do 1986 roku.